# كيث ألدريدغ
كيث ألدريدغ (بالإنجليزية: Keith Aldridge)‏ هو لاعب هوكي الجليد أمريكي، ولد في 20 يوليو 1973 في ديترويت في الولايات المتحدة.

## وصلات خارجية
- كيث ألدريدغ على موقع دوري الهوكي الوطني (الإنجليزية)
- كيث ألدريدغ على موقع EliteProspects.com (الإنجليزية)
- كيث ألدريدغ على موقع HockeyDB.com (الإنجليزية)
- كيث ألدريدغ على موقع Hockey-Reference.com (الإنجليزية)